# Восстание Бушири
Восстание Бушири (нем. Aufstand der ostafrikanischen Küstenbevölkerung) — восстание в 1888—1890 годах арабов и населения районов побережья Восточной Африки, говорящего на суахили, против передачи султаном Занзибара территории Танганьики под контроль Германской Восточноафриканской компании. Восстание было подавлено совместными усилиями Германии, Великобритании и Португалии.

## Предыстория
В конце 1884 года экспедиция Общества германской колонизации во главе с Карлом Петерсом достигла Занзибара и вынудила местных вождей на противоположном материке заключить «договоры о протекторате», которые в перспективе давали этой организации обширные территории. После их заключения созданная Петерсом Германская Восточноафриканская компания приобрела новые земли в Танганьике до Улугуру и гор Усамбара. Это привело к протестам со стороны султана Занзибара Баргаша ибн Саида, которому, тем не менее, пришлось уступить, после Петерс получил официальную поддержку от министерства иностранных дел в Берлине, а корабли германских Императорских военно-морских сил под командованием контр-адмирала Эдуарда Кнорра появились у берегов Занзибара. 28 апреля 1888 года султан Халифа ибн Саид подписал, наконец, договор, согласно которому он уступил управление Танганьикой Германской Восточноафриканской компании.
С августа 1888 года компания пыталась взять под контроль прибрежные города Танганьики, несмотря на ожесточённое сопротивление со стороны арабских элит, опасавшихся отмены торговли рабами и слоновой костью, а также со стороны коренного населения. Поводом к восстанию стала попытки Эмиля фон Зелевски, немецкого администратора в Пангани, поднять флаг компании над городом.

## Ход восстания
Восстание вспыхнуло почти одновременно в основных портах, за исключением Дар-эс-Салама. Восстание вскоре распространилось по всему побережью от города Танга на севере до Линди и Микиндани на юге. На севере страны восстание возглавил плантатор Абушири ибн Салим аль-Хартхи, который получил поддержку как со стороны местных арабов, так и коренных суахилиязычных племён. В течение нескольких дней сотрудники компании оказались в осаде в большинстве прибрежных мест; из внутренних районов им пришлось бежать или быть эвакуированными, опасаясь за свою жизнь. Эскадра ВМФ Германии у берегов Восточной Африки смогла защитить контору компании в Дар-эс-Саламе, находящемся в пределах досягаемости корабельной артиллерии. Десантный отряд ВМФ изгнал повстанцев из Багамойо (24 сентября 1888 г.), где они осадили здание вокзала, в котором укрылись немецкие чиновники компании.
Канцлер Германской империи Отто фон Бисмарк организовал многонациональную блокаду (провозглашенную 30 ноября 1888 г.) восточноафриканского побережья, к которой присоединились Великобритания (для Британской Восточной Африки), Португалия (для северного Мокамбика) и Италия. Затем он назначил лейтенанта Германа Виссмана рейхскомиссаром Германской Восточной Африки, который прибыл на Занзибар 31 марта 1889 года. Виссман укрепил Багамойо и Дар-эс-Салам, в сотрудничестве с флотом взял, укрепил и разместил гарнизоны в Танге и Пангани. Экспедиции во внутренние районы были предназначены для очистки территории и проводились под командованием немецких офицеров и солдат-аскари, набранных из суданцев, сомалийцев и зулусов — чужеродных для района операции и, следовательно, более надежных, чем местные жители. Они при поддержке немецкой морской пехоты и военно-морского флота подавили восстание.
В итоге Абушири, после его бегства в Момбасу, был выдан немцам предателями в декабре 1889 года, приговорён к смертной казни военно-полевым судом и публично повешен в Пангани. По соглашению от 20 ноября 1890 года Восточноафриканской компании пришлось передать управление над Танганьикой правительству Германии. Это было, однако, сделано только в начале 1891 года, когда Виссман доложил в Берлин, что восстание полностью подавлено.